# Eleonore Prochaska
Marie Christiane Eleonore Prochaska (Potsdam, Alemania, 11 de marzo de 1785-Dannenberg, Alemania, 5 de octubre de 1813) fue una mujer soldado alemana que luchó en el Ejército Prusiano contra Napoleón durante la Guerra de la Sexta Coalición.

## Vida
Eleonore era hija de un humilde sargento de la guardia prusiana. Ella y sus tres hermanos fueron enviados por su padre al orfanato militar de Potsdam cuando su madre murió. Allí permanecieron hasta 1797 cuando regresaron con su padre que se había retirado y vivía de su pensión y de dar clases de música. Más adelante trabajó como sirvienta y cocinera, aunque desde niña seguía con interés el transcurso de las guerras napoleónicas.
Finalmente se disfrazó de hombre y se registró en el 1 Jägerbataillon del Lützowsches Freikorps bajo el nombre falso de August Renz en 1813, sirviendo primero como tamborilero, y más tarde en la infantería. Fue gravemente herida en la Batalla del Göhrde mientras trataba de ayudar a un compañero caído y el cirujano de campo, mientras trataba sus heridas apresuradamente, descubrió que era una mujer y la trasladó a Dannenberg, donde sucumbió a sus heridas tres semanas más tarde.

## Legado

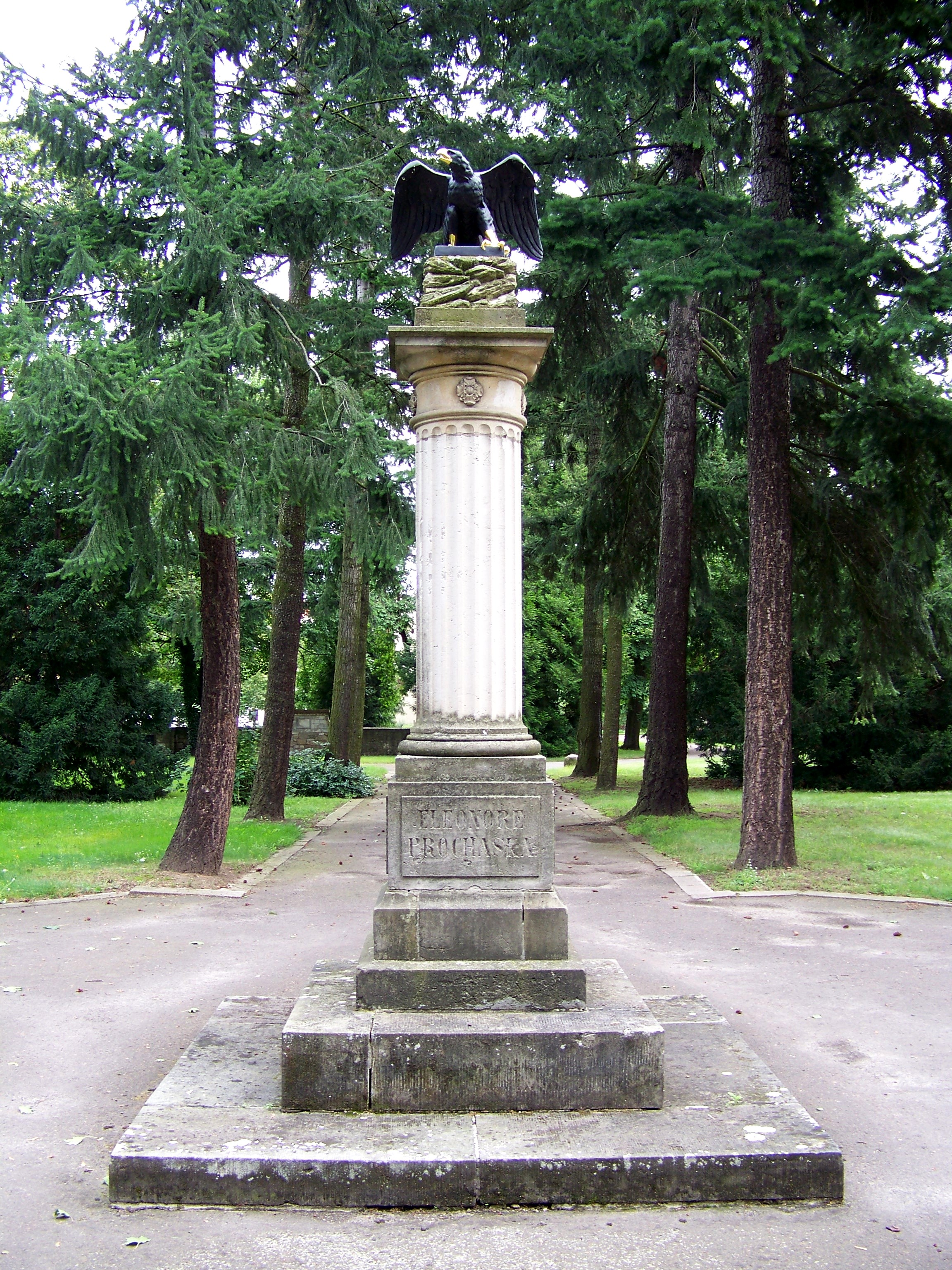
Denkmal Eleonore Prohaska.

En los años siguientes, fue fuertemente idealizada como heroína virgen y honrada como la "Juana de Arco de Postdam". Varios dramas y poemas fueron escritos sobre ella (incluyendo los de Friedrich Rückert y Emil Taubert), y Ludwig van Beethoven empezó una "Bühnenmusik" ("Música escénica"; WoO 96) a partir de un libreto escrito por Friedrich Duncker. 
En 1863, un marcador conmemorativo fue erigido sobre su tumba en St.-Annen-Friedhof en Danneburg y en 1889 su ciudad natal de Potsdam levantó un monumento en su memoria ("Der Heldenjungfrau zum Gedächtnis", o "En memoria de la doncella heroica"), el cual todavía se mantiene en el Alten Friedhof (cementerio viejo).

### En música y literatura
Ludwig van Beethoven compuso música incidental para un drama de Johann Friedrich Duncker sobre la heroína militar, titulado Leonore Prohaska. Duncker era secretario del gabinete del rey de Prusia, al que acompañó al Congreso de Viena. A pesar del deseo de Duncker, Leonore Prohaska no fue estrenada en Viena probablemente debido al hecho de que el mismo tema ya había sido tratado en Das Mädchen von Potsdam de Piwald estrenado en 1814.

## Contexto
Eleonore fue una de las muchas mujeres alemanas que lucharon en las guerras napoleónicas, aunque casi todas fueron expulsadas del ejército en cuanto se descubría que eran mujeres .
La única excepción conocida fue Friederike Krüger (1789–1848), quién (gracias a la protección de su comandante de brigada) se convirtió en la única mujer soldado del ejército prusiano. Sirvió en el 2.º Garde-Regimient zu Fuß. Su petición para retirarse fue aceptada en 1816 y regresó a la vida civil.
Johanna Stegen (1793–1842), de Luneburgo, luchó como civil para el Batallón de Fusileros del 1º Regimiento de Pomerania en una batalla cerca de Lüneburgo.
Anna Lühring (1796–1866) se unió en 1814 a los Cazadores Lützower bajo el nombre de Eduard Kruse y sobrevivió a las guerras napoleónicas, aunque su fama pública se desvaneció pronto.